# Cerro Vaccaro
Der Cerro Vaccaro (spanisch; in Argentinien Cerro Referencia, spanisch für Bezugshügel) ist ein Hügel im Grahamland auf der Antarktischen Halbinsel. Auf der Trinity-Halbinsel ragt er 5 km nordöstlich Guerrero Hill und etwa 14 km südlich des Kap Legoupil aus dem Louis-Philippe-Plateaus auf.
Chilenische Wissenschaftler benannten ihn nach Humberto Vaccaro Cuevas, Koordinator der 25. Chilenischen Antarktisexpedition (1970–1971).